# Bematistes brevimaculata
Bematistes brevimaculata är en fjärilsart som beskrevs av Talbot 1928. Bematistes brevimaculata ingår i släktet Bematistes och familjen praktfjärilar. Inga underarter finns listade i Catalogue of Life.